# Odznaczeni Orderem Orła Białego (I Rzeczpospolita)
Odznaczeni Orderem Orła Białego – niepełna lista spośród co najmniej 1109 kawalerów Orderu Orła Białego, którym został on przyznany przez władców Rzeczypospolitej Obojga Narodów w latach 1705–1795.

## Wielcy Mistrzowie
1. król Polski August II Mocny (1705–1733)
2. król Polski August III Sas (1733–1763)
3. król Polski Stanisław August Poniatowski (1764–1795)

## Odznaczeni przez Augusta II Mocnego (1705–1733)
| Obywatele polscy 1. Stanisław Ernest Denhoff 1705? 2. Hieronim Augustyn Lubomirski, 1705? 3. Grzegorz Antoni Ogiński, 1705? 4. Kazimierz Ludwik Bieliński 1705–1712 5. Ludwik Konstanty Pociej, 1705–1712 6. Karol Stanisław Radziwiłł, 1705–1712 7. Jakub Zygmunt Rybiński 1705–1712 8. Stanisław Mateusz Rzewuski 1705–1712 9. Jan Jerzy Przebendowski 1711–1712 10. Aleksander Paweł Sapieha, 1713 11. Józef Wandalin Mniszech 1713–1714 12. Michał Józef Sapieha, 1713–1714 13. Adam Mikołaj Sieniawski 1713–1714 14. Franciszek Bieliński 1713–1714 lub 1715 15. Stefan Leszczyński 1715 16. Jerzy Dominik Lubomirski, 1715 17. Aleksander Michał Łaszcz, 1715 18. Franciszek Maksymilian Ossoliński, 1715 19. Stefan Potocki, 1715 20. Jan Mikołaj Radziwiłł 1715 21. Kazimierz Czartoryski, 1717 22. Kazimierz Dominik Ogiński, 1717 23. Janusz Antoni Wiśniowiecki, 1717 24. Stefan Aleksander Potocki, 1718 25. Jan Stanisław Jabłonowski 1718–1719 26. Paweł Karol Sanguszko, 1718–1719 27. Józef Potocki, 1719 28. Jan Tarło, 1719 29. Michał Serwacy Wiśniowiecki, 1719 30. Jan Klemens Branicki, 1726 31. Michał Fryderyk Czartoryski, 1726 32. Jan Aleksander Lipski 1726 33. Aleksander Jakub Lubomirski, 1726 34. Jerzy Ignacy Lubomirski, 1726 35. Jan Fryderyk Sapieha, 1726 36. Franciszek Jan Załuski, 1726 37. Michał Bieliński 1727 38. Fryderyk Krystian Wettyn, 1727 39. Michał Kazimierz Radziwiłł Rybeńko, 1727 40. Jakub Dunin 1729 41. Jan Kanty Moszyński, 1730 42. August Aleksander Czartoryski, 1731 43. Józef Franciszek Sapieha, 1731 lub 1717 44. Teodor Andrzej Potocki, 1732 45. Jan Ansgary Czapski, 1732 46. Piotr Jan Czapski, 1732 47. Jan Michał Sołłohub, 1732 48. Michał Zdzisław Zamoyski, 1732 49. Piotr Jerzy Przebendowski przed 1733 (lub przed 1741) | Cudzoziemcy 1. Iwan Mazepa, 1703 2. Aleksandr Mienszykow, 1705 3. Grzegorz Dołgoruki, 1705–1709? 4. Jakub Bruce, 1705–1712 5. Wasilij Łukicz Dołgorukow, 1705–1712 6. Anikita Repnin, 1705–1712 7. Anton Egon von Fürstenberg, 1705–1712 8. Gawriił Gołowkin, 1705–1712 9. Carl-Ewald von Rönne, 1710 10. Piotr Szafirow, 1710 11. Piotr I Wielki, 1712 12. Aleksy Piotrowicz Romanow, 1713–1714 13. Fryderyk August I, 1713–1714 14. Borys Szeremietiew, 1713–1714 15. Jakub Henryk Flemming, 1717 16. August Christoph von Wackerbarth, 1717 17. Ernst Christoph von Manteuffel, 1719 18. Maurycy Saski, 1719 19. Georg von Werthern, 1719 lub 1720 20. Dominik von Königsegg-Rothenfels, 1721 21. Woldemar August von Löwendahl, 1721 22. Friedrich Vitzthum von Eckstädt, 1721 23. Wilhelm VIII Heski, 1723 24. Karl Heinrich von Hoym, 1723 25. Katarzyna I, 1726 26. Heinrich Friedrich von Friesen, 1727 27. Fryderyk II Wielki, 1728 28. Piotr II Romanow, 1728 29. James FitzJames, 2. książę Berwick, 1730 30. Ferdynand Kettler, 1731 31. Franciszek Ksawery Wettyn, 1733 32. Joseph Anton Gabaleon Wackerbarth-Salmour, 1733 |

## Odznaczeni przez Augusta III Sasa (1733–1763)
| Obywatele polscy 1. Jan Cetner, 1734 2. Stanisław Józef Hozjusz, 1734 3. Józef Remigian Potulicki, 1734 4. Michał Józef Rzewuski, 1734 5. Aleksander Józef Sułkowski, 1734 6. Antoni Józef Poniński, 1734 7. Mikołaj Faustyn Radziwiłł 1734 8. Ignacy Aniceta Zawisza, 1734 9. Antoni Józef Dąmbski, 1735 10. Jerzy August Mniszech 1735 11. Kazimierz Leon Sapieha, 1735 12. Stanisław Wincenty Jabłonowski 1735 13. Wacław Piotr Rzewuski, 1735 14. Seweryn Józef Rzewuski, 1736 15. Jan Małachowski, 1736 16. Ignacy Ogiński, 1736 17. Marcjan Michał Ogiński, 1736 18. Janusz Aleksander Sanguszko, 1736 19. Krzysztof Antoni Szembek, 1736 20. Michał Jan Zienkowicz, 1736 21. Albert Kazimierz, 1738 22. Jerzy Marcin Ożarowski, 1738 23. Karol Józef Sedlnicki, 1738 24. Franciszek Jakub Szembek, 1738 25. Mikołaj Ignacy Wyżycki, 1738 26. Andrzej Stanisław Załuski, 1738 27. Adam Tadeusz Chodkiewicz, 1740 28. Walenty Aleksander Czapski, 1740 29. Adam Stanisław Grabowski, 1740 30. Piotr Michał Miączyński, 1740 31. Jakub Florian Narzymski, 1740 32. Mikołaj Jan Podoski, 1740 33. Teodor Kazimierz Czartoryski, 1742 34. Michał Józef Massalski, 1742 35. Maciej Mycielski, 1742 36. Stanisław Jerzy Ogiński, 1742 37. Tadeusz Franciszek Ogiński, 1742 38. Stanisław Potocki, 1742 39. Józef Scipio del Campo, 1742 40. Stanisław Świdziński 1742 41. Dominik Marcin Wołłowicz, 1742 42. Franciszek Firlej Konarski, 1742 43. Stanisław Kostka Czartoryski 1744 44. Jerzy Detloff Flemming, 1744 45. Franciszek Antoni Kobielski, 1744 46. Stanisław Lubomirski, 1744 47. Jan Karol Mniszech, 1744 48. Kazimierz Poniatowski, 1744 49. Karol Józef Sapieha, 1744 50. Michał Antoni Sapieha, 1744 51. Piotr Paweł Sapieha, 1744 52. Antoni Dominik Tyszkiewicz, 1744 53. Jan Prosper Załuski, 1744 54. Antoni Michał Potocki, 1744 55. Aleksander Pociej, 1746 56. Józef Benedykt Tyszkiewicz, 1746 57. Tomasz Antoni Zamoyski, 1746 58. Michał Wodzicki, 1746 59. Antoni Sebastian Dembowski, 1748 60. Stefan Garczyński, 1748 61. Ignacy Humiecki, 1748 62. Zygmunt Kretkowski, 1748 63. Ignacy Sapieha, 1748 64. Jerzy Felicjan Sapieha, 1748 65. Adam Ignacy Komorowski, 1749 66. Antoni Ossoliński, 1749 67. Franciszek Czerny-Szwarzenberg, 1750 68. Jan Michał Grabowski, 1750 69. Melchior Hieronim Gurowski, 1750 70. Antoni Lubomirski, 1750 71. Jerzy Radziwiłł, 1750 72. Józef Antoni Sołłohub, 1750 73. Kazimierz Rudziński, 1752 74. Mikołaj Dembowski, 1753 75. Augustyn Działyński, 1753 76. Aleksander Michał Sapieha, 1753 77. Józef Eustachy Szembek, 1753 78. Piotr Franciszek Branicki, 1754 79. Jan August Hylzen, 1754 80. Wacław Hieronim Sierakowski, 1754 81. Konstanty Ludwik Plater, 1754 82. Eustachy Potocki, 1754 83. August Fryderyk Moszyński, 1755 84. Michał Kazimierz Ogiński, 1755 85. Jan Kajetan Jabłonowski, 1756 86. Jakub Działyński, 1756 87. Stanisław August Poniatowski, 1756 88. Hieronim Wielopolski, 1757 89. Adam Leon Małachowski, 1757 90. Józef Kanty Ossoliński, 1757 91. Feliks Czacki, 1757 92. Kazimierz Józef Dąmbski, 1757 93. Antoni Benedykt Lubomirski, 1757 94. Stanisław Lubomirski, 1757 95. Michał Łoś, 1757 96. Ludwik Pociej, 1757 97. Antoni Tadeusz Przezdziecki, 1757 98. Karol Stanisław Radziwiłł Panie Kochanku, 1757 99. Stanisław Radziwiłł, 1757 100. Franciszek Rzewuski, 1757 101. Kajetan Ignacy Sołtyk, 1757 102. Antoni Erazm Wołłowicz, 1757 103. Antoni Miączyński, 1757 104. Adam Brzostowski, 1758 105. Michał Czapski, 1758 106. Adam Stanisław Krasiński, 1758 107. Wojciech Stanisław Leski, 1758 108. Władysław Aleksander Łubieński, 1758 109. Antoni Kazimierz Ostrowski, 1758 110. Jan Rzewuski, 1758 111. Michał Wielhorski, 1758 112. Andrzej Hieronim Zamoyski, 1758 113. Wojciech Siemieński, 1758 114. Michał Brzostowski, 1758 115. Paweł Dąmbski, 1759 116. Jerzy Mikołaj Hylzen, 1759 117. Józef Lasocki, 1759 118. Józef Klemens Mielżyński, 1759 119. Leonard Pociej, 1759 120. Michał Ksawery Sapieha, 1759 121. Andrzej Ignacy Baier, 1760 122. Józef Tadeusz Kierski, 1760 123. Gabriel Podoski, 1760 124. Józef Potocki, 1760 125. Michał Rudziński, 1760 126. Stanisław Ferdynand Rzewuski, 1760 127. Ignacy Twardowski, 1760 128. Jan Zabiełło, 1760 129. Józef Andrzej Załuski, 1760 130. Ignacy Zboiński, 1760 131. Andrzej Abramowicz, 1761 132. Alojzy Fryderyk Brühl, 1761 133. Antoni Barnaba Jabłonowski, 1761 134. Jan Dominik Łopaciński, 1761 135. Józef Adrian Massalski, 1761 136. Ignacy Pac, 1761 137. Szymon Syruć, 1761 138. Walenty Franciszek Wężyk, 1761 139. Antoni Zabiełło, 1761 140. Roch Zbijewski, 1761 141. Ignacy Cetner, 1762 142. Franciszek Stanisław Hutten-Czapski, 1762 143. Józef Jerzy Hylzen, 1762 144. Maciej Lanckoroński, 1762 145. Ignacy Jakub Massalski, 1762 146. Maciej Sołtyk, 1762 147. Józef Sylwester Sosnowski, 1762 148. Józef Skumin Tyszkiewicz, 1762 149. Udalryk Krzysztof Radziwiłł, 1762 150. Tadeusz Lipski, 1763 151. Józef Paulin Sanguszko, 1763 152. Kazimierz Krasiński, 1763 153. Jan Antoni Czarnecki, 1763 154. Józef Humiecki, 1763 155. Adam Poniński, 1763 156. Joachim Karol Potocki, 1763 157. Józef Nikodem Starzeński, 1763 158. Gabriel Wodziński, 1763 | Cudzoziemcy 1. Karol Chrystian Józef Wettin, 1735 2. Franciszek Jozjasz, 1736 3. Karol Fryderyk (książę Sachsen-Meiningen), 1737 4. Ludwik Ernest Saxe-Gotha-Altenburg, 1738 5. Karol Fryderyk Wirtemberski (książę oleśnicki), 1739 6. Klemens Wacław Wettyn, 1740 7. Elżbieta Romanowa, 1743 8. Piotr III Romanow, 1743 9. Michaił Iłłarionowicz Woroncow, 1743 10. Aleksy Razumowski, 1746 11. Cyryl Razumowski, 1748 12. Ernest Fryderyk, 1749 13. Karl von Thurn und Taxis, 1750 14. Fryderyk August III, 1751 15. Adolf Fryderyk IV, 1753 16. Ludwik Fryderyk zu Hohenlohe-Neuenstein-Öhringen, 1754 17. Iwan Szuwałow, 1754 18. Antoni Wettyn, 1756 19. Michaił Wołkoński, 1757 20. Fryderyk Erdmann Anhalt-Köthen, 1758 21. François de Chevert, 1758 22. Karl August Rex, 1759 23. Piotr Sałtykow, 1759 24. Fiodor Wojejkow, 1759 25. Karl Georg Friedrich von Flemming, 1760 26. Zachar Czernyszew, 1761 27. Maksymilian Wettyn, 1762 28. Anton Ulrich von Sachsen-Meiningen, przed 1763 29. Karol August Sachsen-Weimar-Eisenach, 1763 |

## Odznaczeni przez Stanisława Augusta Poniatowskiego (1764–1795)
| Obywatele polscy 1. Adam Kazimierz Czartoryski, 1764 2. Michał Jerzy Poniatowski, 1764 3. Franciszek Ksawery Branicki, 1765 4. Andrzej Poniatowski, 1766 5. Józef Klemens Czartoryski, 1767 6. Józef Salezy Ossoliński, 1767 7. Jan Jędrzej Borch, 1768 8. Jacek Małachowski, 1768 9. Jan Jakub Zamoyski, 1768 10. Stanisław Antoni Burzyński, 1769 11. Tadeusz Burzyński, 1769 12. Józef Potocki 1769 13. Leon Wojciech Opaliński, 1771 14. Antoni Tyzenhauz, 1771 15. Roch Kossowski, 1771 lub 1774 16. Fryderyk Józef Moszyński, 1771 17. Władysław Roch Gurowski, 1772 18. Feliks Paweł Turski, 1773 19. Joachim Litawor Chreptowicz, 1773 20. Michał Hieronim Radziwiłł, 1773 21. Józef Gabriel Stempkowski, 1773 22. Kazimierz Karaś, 1773 23. Piotr Ożarowski, 1773 24. Ignacy Franciszek Przebendowski, 1773 25. Stanisław Antoni Tyszkiewicz, 1773? 26. Kazimierz Raczyński, 1774 27. Aleksander Borzęcki, 1774 28. Jan Mikołaj Chodkiewicz, 1774 29. Stanisław Kostka Dembiński, 1774 30. Ignacy Krasicki, 1774 31. August Kazimierz Sułkowski, 1774 32. Jan Chryzostom Krajewski, 1774 33. Bazyli Walicki, 1775 34. Seweryn Rzewuski, 1775 35. Stanisław Szczęsny Potocki, 1775 36. Jan Stefan Giedroyć, 1775 37. Celestyn Czaplic, 1775 38. Antoni Małachowski, 1776 39. Antoni Onufry Okęcki, 1776 40. Ludwik Tyszkiewicz, 1776 41. Szymon Kazimierz Szydłowski, 1776 42. Mikołaj Małachowski, 1776 43. Mikołaj Tadeusz Łopaciński, 1776 44. Franciszek Antoni Ledóchowski, 1777 45. Antoni Onufry Giełgud, 1777 46. Szymon Dzierzbicki, 1777 47. Hieronim Janusz Sanguszko, 1777 48. Aleksander Maciej Ossoliński, 1777 49. Marcin Grocholski, 1777 50. Józef Mikołaj Radziwiłł, 1777 51. Kazimierz Rzewuski, przed 1778 52. Leon Moszyński, 1778 53. Jan Tadeusz Zyberg, 1778 54. Wojciech Kluszewski, 1778 55. Konstanty Bniński, 1778 56. Adam Dezydery Saryusz Łącki, 1778 57. Michał Jerzy Mniszech, 1778 58. Ignacy Potocki, 1778 59. Franciszek Sułkowski, 1778 60. Franciszek Wielopolski, 1778 61. Kazimierz Nestor Sapieha, 1779 62. Stanisław Bohusz Siestrzeńcewicz, 1779 63. Tomasz Adam Ostrowski, 1779 64. Dymitr Hipolit Jabłonowski, 1779 65. Jan Placyd Kurdwanowski, 1779 66. Ewaryst Andrzej Kuropatnicki, 1779 67. Feliks Antoni Łoś, 1779 68. Józef Ignacy Rybiński, 1779 69. Antoni Sułkowski, 1779 70. Stefan Florian Dembowski, 1780 71. Teodor Kajetan Szydłowski, 1780 72. Stanisław Ankwicz, 1780 73. Franciszek Czacki, 1780 74. Kajetan Hryniewiecki, 1780 75. Piotr Małachowski, 1780 76. Józef Jan Mniszech, 1780 77. Ignacy Franciszek Ossoliński, 1780 78. Paweł Popiel, 1780 79. Hieronim Wincenty Radziwiłł, 1780 80. Józef Kazimierz Kossakowski, 1781 81. Stanisław Kostka Potocki, 1781 82. Tadeusz Żaba, 1781 83. Stanisław Małachowski, 1782 84. Antoni Bielski, 1782 85. Franciszek Ksawery Kęszycki, 1782 86. Jakub Kretkowski, 1782 87. Krzysztof Hilary Szembek, 1783 88. Adam Chmara, 1783 89. Maciej Grzegorz Garnysz, 1783 90. Michał Granowski, 1783 91. Rafał Gurowski, 1783 92. Adam Tadeusz Naruszewicz, 1783 93. Adam Tomasz Przerębski, 1783 94. Wincenty Tyszkiewicz, 1783 95. Ludwik Wilga, 1783 96. Józef Ankwicz, 1784 97. Michał Kossakowski, 1784 98. Ignacy Feliks Morawski, 1784 99. Leonard Marcin Świejkowski, 1784 100. Józef Prozor, 1785 101. Aleksander Antoni Sułkowski, 1785 102. Franciszek Onufry Bieliński, 1785 103. Stanisław Kostka Bieliński, 1785 104. Franciszek Ksawery Chomiński, 1785 105. Jan Chrzciciel Dąmbski, 1785 106. Tymoteusz Gorzeński, 1785 107. Kajetan Adam Miączyński, 1785 108. Józef Moszczeński, 1785 109. Józef Mycielski, 1785 110. Michał Walewski, 1785 111. Andrzej Zienkowicz, 1785 112. Józef Zabiełło, 1785 lub 1791 113. Stanisław Kostka Gadomski, 1786 114. Adam Klemens Kwilecki, 1786 115. Franciszek Salezy Miaskowski, 1786 116. Benedykt Beniamin Morykoni, 1786 117. Kacper Kazimierz Cieciszowski, 1786 118. Józef Chrapowicki, 1786 119. August Kicki, 1786 120. Michał Grodzicki, 1786 121. Antoni Dziekoński, 1786 122. Jan Kwilecki, 1786 123. Józef Oborski, 1786 124. Walenty Sariusz Łaźniński, 1787 125. Józef Joachim Komorowski, 1787 126. Karol Prozor, 1787 127. Antoni Protazy Potocki, 1787 128. Jan Nikodem Łopaciński, 1787 lub 1792 129. Eliasz Wodzicki, 1787 130. Adam Lasocki, 1787 131. Józef Sołtyk, 1787 132. Teofil Wojciech Załuski, 1787 133. Józef Poniatowski, 1787 134. Kasper Rogaliński przed 1788 135. Maciej Radziwiłł, 1788 136. Józef Niemirowicz Szczytt, 1788 137. Michał Łopot, 1788 138. Michał Krzyżanowski, 1788 139. Michał Chomiński, 1788 140. Szymon Marcin Kossakowski 1788 lub 1793 141. Marcin Slaski, przed 1789 142. Jan Nepomucen Potocki, 1788 143. Jan Światopełk-Czetwertyński, 1789 144. Franciszek Antoni Kwilecki, 1789 145. Michał Jan Borch, 1789 146. Adam Ewald Felkerzamb, 1789 147. Onufry Kicki, 1789 148. Michał Kleofas Ogiński, 1789 149. Antoni Lasocki, 1789 150. Ludwik Fundament-Karśnicki, 1789 151. Krzysztof Cieszkowski, 1789 152. Walenty Godzimirski, 1789 153. Franciszek Krzycki, 1789 154. Józef Chrapowicki, 1790 155. Karol Malczewski, 1790 156. Antoni Bazyli Dzieduszycki, 1790 157. Stanisław Paweł Jabłonowski, 1790 158. Hugo Kołłątaj, 1790 lub 1791 159. Franciszek Piotr Potocki, 1790 160. Wacław Zakrzewski, 1790 161. Ignacy Tomasz Dulski, 1790 162. Kajetan Wincenty Korzeniowski, 1790 163. Antoni Kossowski, 1790 164. Arnold Anastazy Byszewski, 1790 165. Teodor Potocki, 1790 166. Michał Lubomirski, 1790 167. Kajetan Czetwertyński, 1790 168. Franciszek Młocki, 1790 169. Jerzy Michał Potocki, 1790 170. Franciszek Ksawery Woyna, 1790 171. Alojzy Sulistrowski, 1790 172. Adam Męciński, 1790 173. Janusz Stanisław Iliński, 1790 174. Michał Walicki, 1790 175. Józef Lubomirski, 1791 176. Antoni Wołłowicz, 1791 177. Tomasz Wawrzecki, 1791 178. Józef Radzimiński, 1791 179. Adam Wawrzyniec Rzewuski, 1791 180. Łukasz Bniński, 1791 181. Antoni Czarnecki, 1791 182. Stanisław Szaniawski, 1791 183. Ksawery Szymon Działyński, 1791 184. Antoni Lanckoroński, 1791 185. Stanisław Sołtan, 1791 186. Piotr Bieliński, 1791 187. Wojciech Józef Skarszewski, 1791 188. Tadeusz Kociełł, 1791 189. Ignacy Józef Działyński, 1791 190. Aleksander Brzostowski, 1791 191. Dionizy Mniewski, 1791 192. Feliks Franciszek Łubieński, 1791 193. Józef Karsza, 1791 194. Ignacy Kościelski, 1791 195. Seweryn Potocki, 1791 196. Michał Giełgud, 1791 197. Kazimierz Konstanty Plater, 1791 198. Jan Nepomucen Zboiński, 1791 199. Jan Amor Tarnowski, 1791 200. Antoni Jan Czetwertyński-Światopełk, 1791 201. Ignacy Stadnicki, 1791 202. Mikołaj Chrapowicki, 1792 203. Franciszek Drucki-Lubecki, 1791 204. Ignacy Giełgud, 1791 205. Franciszek Salezy Krasicki, 1791 206. Stanisław Wojciech Mirski, 1791 207. Michał Hieronim Brzostowski, 1791 208. Jan Onufry Orłowski, 1791 209. Franciszek Władysław Czarnecki, 1791 210. Antoni Kossakowski, 1791 211. Felicjan Borsza-Drzewiecki, 1791 212. Teodozy Rostocki, 1791 213. Kajetan Bystrzanowski, 1791 214. Ignacy Dembiński, 1791 215. Augustyn Gorzeński, 1791 216. Józef Kociełł, 1791 217. Antoni Lipiński, 1792 218. Jan Mikołaj Oskierka, 1792 219. Aleksander Morski, 1792 220. Krzysztof Giedroyć, 1792 221. Stanisław Męciński, 1792 222. Kajetan Onufry Sierakowski, 1792 223. Joachim Morsztyn, 1792 224. Ignacy Tyzenhauz, 1792 225. Jakub Ignacy Nagurski, 1792 226. Makary Gorzeński, 1792 227. Hieronim Zienkowicz, 1792 228. Karol Dunin Wąsowicz, 1792 229. Paweł Skórzewski, 1792 230. Walenty Sobolewski (1724–1800), 1792 231. Walenty Faustyn Sobolewski, 1792 232. Michał Sokołowski, 1792 233. Józef Piotr Pac, 1792 234. Felicjan Czetwertyński-Światopełk, 1792 235. Tadeusz Jaraczewski, 1792 236. Antoni Józef Poniński, 1792 237. Józef Zyberg, 1792 238. Jan Kazimierz Zyberg, 1792 239. Piotr Potocki, 1792 240. Stefan Lubowidzki, 1792 241. Ignacy Zakrzewski (ur. ok. 1758), 1792 242. Józef Kalasanty Olizar Wołczkiewicz, 1792 243. Józef Antoni Plater, 1792 244. Franciszek Bukaty, 1792 245. Feliks Oraczewski, 1792 246. Franciszek Markowski, 1792 247. Józef Andrzej Mikorski, 1792 248. Jan Duklan Grocholski, 1792 249. Ignacy Wyssogota Zakrzewski, 1792 250. Paweł Beyzym, 1792 251. Ludwik Marian Zieliński, 1792 252. Józef Makary Potocki, 1792 253. Rafał Michał Oskierko, 1792 254. Józef August Iliński, 1792 255. Adam Jakub Szydłowski, 1792 256. Kazimierz Chlewiński, 1792 257. Tomasz Franciszek Firlej Konarski, 1792 258. Józef Ignacy Szembek, 1792 259. Franciszek Stadnicki, 1792 260. Jan Kanty Wodzicki, 1792 261. Jan Osniałowski, 1792 262. Franciszek Antoni Aleksandrowicz, 1792 263. Mikołaj Russocki (1745–1818), 1792 264. Franciszek Dunin-Jundziłł, 1792 265. Kazimierz Wolmer, 1792 266. Ignacy Błeszyński, 1792 267. Antoni Derszniak, 1792 268. Mikołaj Jaroszyński, 1792 269. Józef Gliszczyński, 1792 270. Józef Chłapowski, 1792 271. Aleksander Szembek, 1792 272. Mikołaj Radziwiłł, 1792 273. Tadeusz Kościuszko, 1792 274. Romuald Walewski, 1792 275. Tadeusz Czacki, 1792 276. Antoni Pułaski, 1793 277. Konstanty Ludwik Jeleński, 1793 278. Antoni Henryk Radziwiłł, 1793 279. Michał Bernowicz, 1793 280. Nikodem Puzyna, 1793 281. Marcin Poczobutt-Odlanicki, 1793 282. Franciszek Sapieha, 1793 283. Andrzej Wołłowicz, 1793 284. Stanisław Cieszkowski, 1793 285. Onufry Bromirski, 1793 286. Franciszek Kunicki, 1793 287. Antoni Stanisław Czetwertyński-Światopełk, przed 1794 288. Wincenty Feliks Czosnowski, 1794 289. Onufry Kajetan Szembek, 1794 290. Jan Nepomucen Iliński, 1794 291. Jakub Ignacy Dederko, 1794 292. Gabriel Rafał Opacki, 1794 293. Jan Komarzewski, 1794 294. Józef Strutyński, 1794 295. Jan Kazimierz Makowiecki, 1794 296. Ignacy Wodziński, 1794 297. Józef Dominik Kossakowski, 1794 298. Mikołaj Radziwiłł, przed 1795 299. Aleksander Michał Pociej, 1795 | Cudzoziemcy 1. Nikołaj Repnin, 1764 2. Kasper von Saldern, 1765 3. Nikołaj Iwanowicz Sałtykow, 1765–1769 4. George Macartney, 1. hrabia Macartney, 1767 5. Piotr Kreczetnikow, 1768 6. Aleksander Bibikow, 1768–1772 7. Michaił Michajłowicz Golicyn, 1769 8. Iwan Nummers, 1769 9. Fiodor Numsen, 1769 10. Piotr Passek, 1769 11. Thomas von Fritsch, 1772 12. Otto Magnus von Stackelberg, 1773 13. Armand François Louis de Mestral de Saint-Saphorin, 1773 14. Awraam Iwanowicz Romanius, 1774 15. Karl von Nassau-Siegen, 1774 16. Piotr Rumiancew, 1774 17. Nikołaj Zagrażskij, 1775 18. Michaił Kreczetnikow, 1776 19. Fiedor Glebow, 1776 20. Siemion Szyrkow, 1776 21. Grigorij Potiomkin, 1776 22. Nicolas Luckner, 1777 23. Siemien Zoricz, 1778 24. Iwan Rimski-Korsakow, 1778 25. Andriej Szczerbatow, 1778 26. Tommaso Antici, 1780 27. Siergiej Fiodorowicz Golicyn, 1782 28. Karl August von Hardenberg, 1785 29. Aleksander Jermołow, 1786 30. Wasilij Engelhard, 1787 31. Katarzyna II Wielka, 1787 32. Aleksandr Tałyzin, przed 1787 33. Aleksandr Nikołajewicz Stroganow, przed 1789 34. Benjamin Thompson, 1789 35. Jakow Bułhakow, 1790 36. Girolamo Lucchesini, 1790 37. Józef Mier, 1790 38. Fiodor Denisow, 1793 39. Andriej Lewanidow, 1793 40. Piotr Miatlew, 1793 41. Aleksander Tormasow, 1793 42. Siergiej Rumiancew, 1793 43. Jakob Sievers, 1793 44. Płaton Zubow, 1793 45. Karl von Osten-Sacken, przed 1794 46. Karl Bühler 47. Klemens Maria Hofbauer 1795 48. Aleksandr Suworow, 1796 |